# Castillo de Miralles (Santa María de Miralles)
El castillo de Miralles es un castillo del siglo X que se encuentra en el municipio de Santa María de Miralles, comarca de Noya. Sus restos se encuentran sobre una colina de las sierras de Queralt y Miralles, dominando el valle alto de la riera de Miralles.

## Historia del conjunto
La primera noticia de este castillo es del año 960, a través de una donación hecha por el conde Borrell II del castillo de la Roqueta. Esta fecha se corresponde con el inicio de la repoblación del valle del Noya. perteneció a Enric Bofill de Cervelló, cuyo símbolo aparece representado por un ciervo. hay documentos del siglo XII donde consta una familia apellidada Miralles, vinculada a la castellanía del castillo. El linaje de los Cervelló tuvo el dominio del castillo durante varios siglos. Guerau de Cervelló el año 1347 se titula señor de la baronía de La Llacuna, donde incluyó Miralles. Esta baronía pasó sucesivamente a los Alagó, varones de Alfajarín, a los Moncada, marqueses de Aitona, y los Fernández de Córdoba, duques de Medinaceli. En el siglo XIX el marqués de Aitona y el de Moja compartían la jurisdicción. En 1845 ya consta que el castillo se encuentra derruido.

## Arquitectura

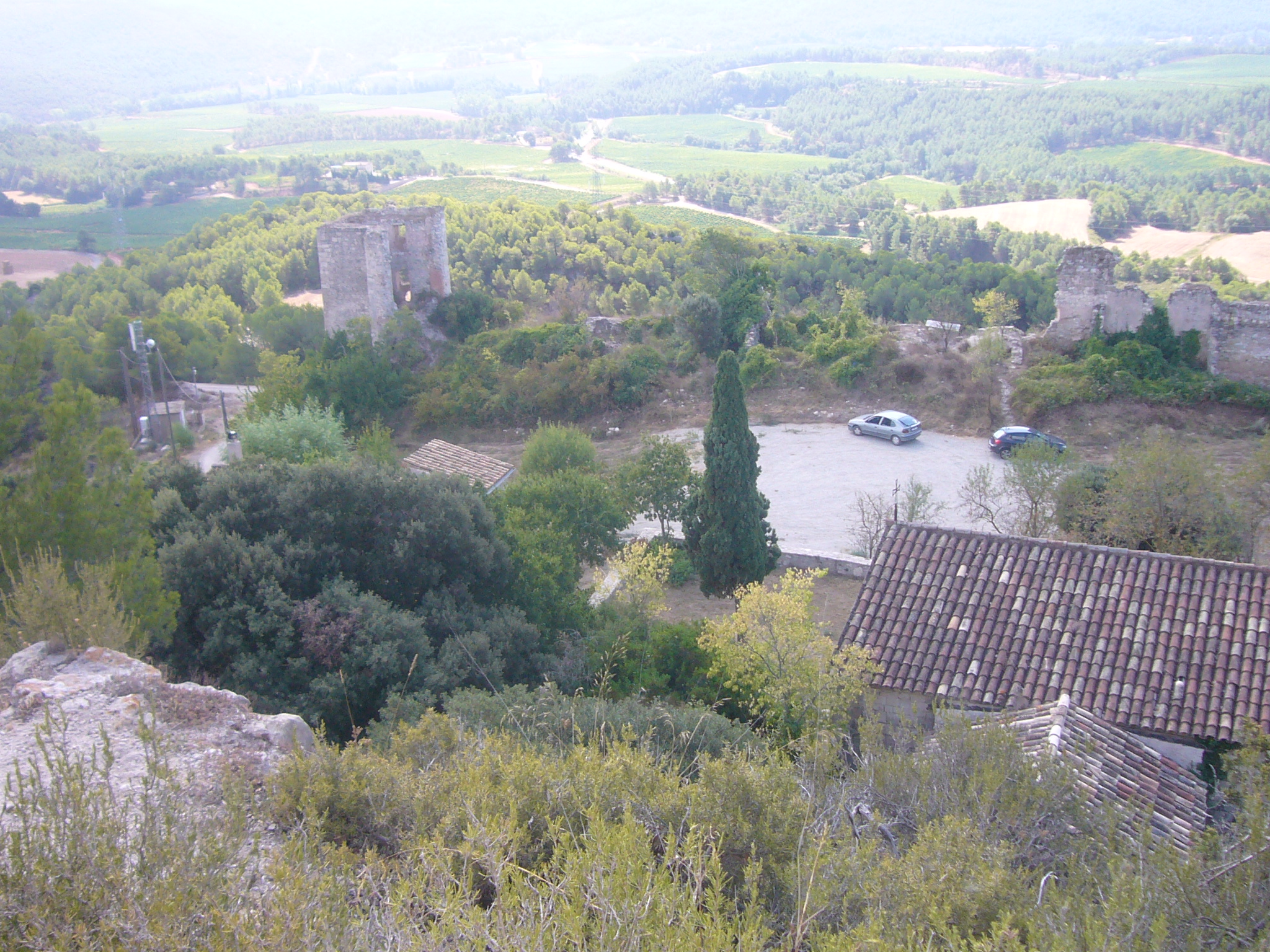
Restos de las cinco viviendas, vistas desde el recinto superior del castillo.

El conjunto consta de dos zonas diferenciadas. En el recinto superior del castillo se conservan cuatro paredes que encierran un espacio rectangular y que tienen un grosor de aproximadamente 1 m, excepto el ángulo sureste, de 1,5 m, y la pared sur, que fue reforzada con posterioridad, de 1,9 m. Las paredes este y norte tienen un resalte que posiblemente indicaría la presencia de un techo y un nivel superior. Bajo el resalte de la pared norte hay varias aspilleras. En la maltrecha pared este probablemente estaba la entrada principal. Los paramentos fueron construidos con pequeños sillares, poco trabajados y en muchos puntos colocados de manera similar al opus spicatum. En el interior de las paredes las piedras están ligadas con mortero de cal. Bajo la pared sur del castillo está la iglesia románica de Santa María, edificada entre los siglos XII y XIII y en buen estado de conservación.
Unos 30 metros al sur del castillo, más allá de la iglesia, está la zona más llana con los restos de cinco antiguas viviendas reconstruidos en época moderna. El muro sur de estas viviendas hacía la función primera línea de defensa con torres en los dos extremos. la torre oeste, de la misma época del castillo, es rectangular y cerrada por muros de 80 cm de espesor, hechos con pequeñas piedras, mientras que la torre este, más grande, es una torre albarrana de planta cuadrangular edificada durante la Baja Edad Media.